# 植田康夫
植田 康夫（うえだ やすお、1939年8月26日 - 2018年4月8日）は、日本の編集者、ジャーナリスト、上智大学名誉教授。
出生地は広島県呉市宮原、出身地は島根県邑智郡邑智町。日本出版学会会長、日本マスコミ学会理事などを歴任。

## 略歴
1962年上智大学文学部新聞学科卒業、『週刊読書人』編集部に勤務。1982年「週刊読書人」編集長。1985年、読書人取締役。
1989年退社、上智大学文学部新聞学科助教授。1992年教授、2008年退任、名誉教授。
2000年日本出版学会会長。2005年7月、読書人取締役『週刊読書人』編集主幹となり、2011年に読書人編集参与、のち代表取締役社長。2016年5月、読書人顧問。
1967年、大宅壮一「大宅壮一・東京マスコミ塾」開講一期生としてジャーナリズムを学ぶ。のち、大宅壮一文庫副理事長もつとめた。
山本夏彦、猪瀬直樹、田原総一朗など文壇・論壇に知己が多く、出版論を学問として確立した、現代日本を代表する編集者の一人として知られる。梓会出版文化賞、髙橋松之助記念「朝の読書大賞」「文字・活字文化推進大賞」などの選考委員や、NHK衛星第2テレビの「週刊ブックレビュー」のコメンテイターなどを務めている。

## 著書

### 単著
- 『現代マスコミ・スター 時代に挑戦する6人の男』文研出版、1968年12月1日。NDLJP:2986802。
- 『白夜の旅人 五木寛之』大成出版社 1972年／改訂版 ブレーン 2012年
- 『病める昭和文壇史―自殺作家に見る暗黒世界』エルム、1976年
  - 『自殺作家文壇史』北辰堂出版　2008年
- 『3000万人を魅きつけた男 磯村尚徳のテレビマン哲学』学陽書房〈ザ・プロフェッショナル 3〉、1978年11月5日。NDLJP:12275427。
- 『現代の出版―この魅力ある活字世界』理想出版社、1980年
- 『編集者になるには』ぺりかん社、1981年
- 『当世出版事情―本と雑誌への熱いまなざし・行動的読書生活のために』理想出版社、1981年
- 『出版界コンフィデンシャル〈part 1-2〉』理想出版社、1982年
- 『メディアの狩人　時代のコンセプトをどう読むか』花曜社、1985年
- 『ベストセラー考現学』メディアパル、1992年
- 『売れる本100のヒント』メディアパル、2000年
- 『売れる本のつくりかた ベストセラー・ヒット企画を生み出す発想のヒント』メディアパル、2005年
- 『雑誌は見ていた。 戦後ジャーナリズムの興亡』水曜社、2009年
- 『本は世につれ ベストセラーはこうして生まれた』水曜社、2009年
- 『ヒーローのいた時代 マス・メディアに君臨した若き6人』北辰堂出版、2010年
- 『出版の冒険者たち。 活字を愛した者たちのドラマ』水曜社、2016年

### 共編著
- 『『トットちゃん』ベストセラー物語』塩沢実信共編、理想出版社、1982年
- 『読書大全』編 講談社、1985年
- 『メディアNow 広告・情報・出版・映像』編 学陽書房、1986年
- 『読書日録大全』編 講談社、1989年
- 『何用あって月世界へ 山本夏彦名言集』選、文春ネスコ、1992年。文春文庫、2003年
- 『現場からみた出版学』編著、学文社、1996年
- 『「現代マスコミ論」のポイント 新聞・放送・出版・マスメディア』天野勝文・松岡新兒共編著　学文社、1999年
- 『新現代マスコミ論のポイント』天野勝文・松岡新兒共編著、学文社、2004年
- 『新 現場からみた出版学』編著、学文社、2004年
- 『「週刊読書人」と戦後知識人』出版人に聞く、聞き手小田光雄、論創社、2015年
- 『戦後史の現場検証　ルポライターの取材メモから』創元社、2016年
- 『岩波茂雄文集』全3巻、岩波書店、2017年。編集委員